# Nossa Senhora da Luz (Maio)
Nossa Senhora da Luz es una freguesia caboverdiana del municipio de Maio.

## Geografía
La freguesia abarca la totalidad de la isla de Maio.

## Organización territorial
La freguesia contaba en 2021 con 6280 habitantes distribuidos en las entidades de población de:

### Ciudad
- Porto Inglês (Maio)

### Villas
- Barreiro
- Calheta

### Localidades
- Alcatraz
- Cascabulho
- Figueira
- Monte Farenego
- Morrinho
- Morro
- Pedro Vaz
- Pilão Cão
- Praia Gonçalo
- Ribeira Dom João
- Santo António